# 细梗棒果榕
细梗棒果榕（学名：Ficus subincisa var. paucidentata）为桑科榕属下的一个变种。

## 扩展阅读
- 維基物種上的相關：细梗棒果榕